# Glasbruk

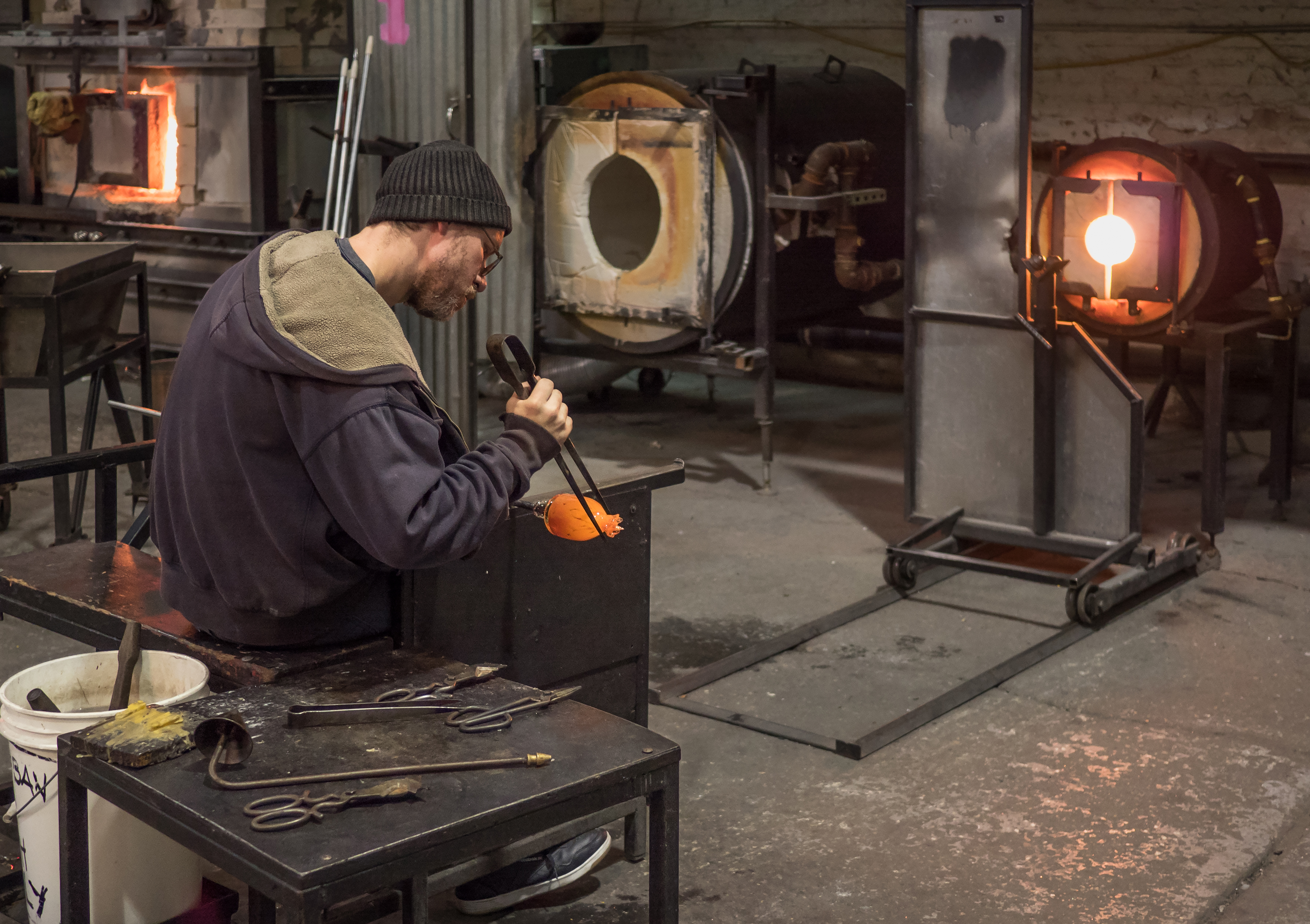
En man som arbetar på ett glasprojekt efter att ha tagit bort det från en ugn på Brooklyn Glass. Open House New York Weekend 2018.

Glasbruk, glashytta, är en plats för tillverkning av glasprodukter. Den består oftast av en varm och en kall del. I den varma delen, hyttan, smälts och formas glasmassan av arbetarna eller maskiner till produkterna. I den kalla delen bearbetas sedan produkterna efter kylning genom slipning, målning eller gravering till färdiga produkter.
Det har sedan 1150-talet fram till 1999 funnits ca 320 olika glasbruk och hyttor i Sverige.

## Historia
Det har tidvis tillverkats glas på kloster i Sverige sedan 1150-talet av munkar som troligen har lärt sig tillverkningen i sydligare länder.
År 1556 kom de två första glasblåsarna till Sverige från Venedig på Gustav Vasas begäran. Det var Andrea Ninquedo, som senare bytte namn till Anders Glasmakare, och Rochius Brijos. Det var dock först år 1585 som det första glasmästarskrået inrättades.
Ett av Sveriges första glasbruk startades år 1594 på Älgön i Mälaren med tysken Peter Keller som glasblåsare. Den förste svensken som fick privilegiet att starta ett glasbruk var Melchior Jung som startade Jungs glashytta år 1641 på Munklägret, nuvarande Kungsholmen, i Stockholm. När detta startades infördes det bestämmelser att det under åtta år inte fick uppföras nya glasbruk i Sverige och inget utländskt glas fick föras in.
År 1740 startade Limmareds glasbruk och samma årtionde även Kosta glasbruk, och det är nu som den svenska glasindustrin sätter fart. Glasbruket i Limmared är det äldsta glasbruk i Sverige som fortfarande är i drift.